# Ioas (re d'Israele)
Ioas di Israele (... – Israele, 786 a.C.) fu re di Israele dall'801 a.C. al 786 a.C.
Ioas era un re dell'antico regno settentrionale di Israele (Samaria) e figlio di Ioacaz. Era il 12º re di Israele e regnò per 15 anni. William F. Albright ha datato il suo regno all'801 a.C. - 786 a.C., mentre Edwin R. Thiele lo ha datato al 798 a.C. - 782 a.C. Quando salì al trono, il Regno di Israele soffriva delle predazioni degli Aramei, il cui re Hazael stava riducendo la quantità di terra controllata da Israele.
Abile arciere, sconfisse in battaglia Benadad di Damasco e Amasia, risollevando le sorti di Israele.
Gli succedette Geroboamo II.